# Julia Frankau

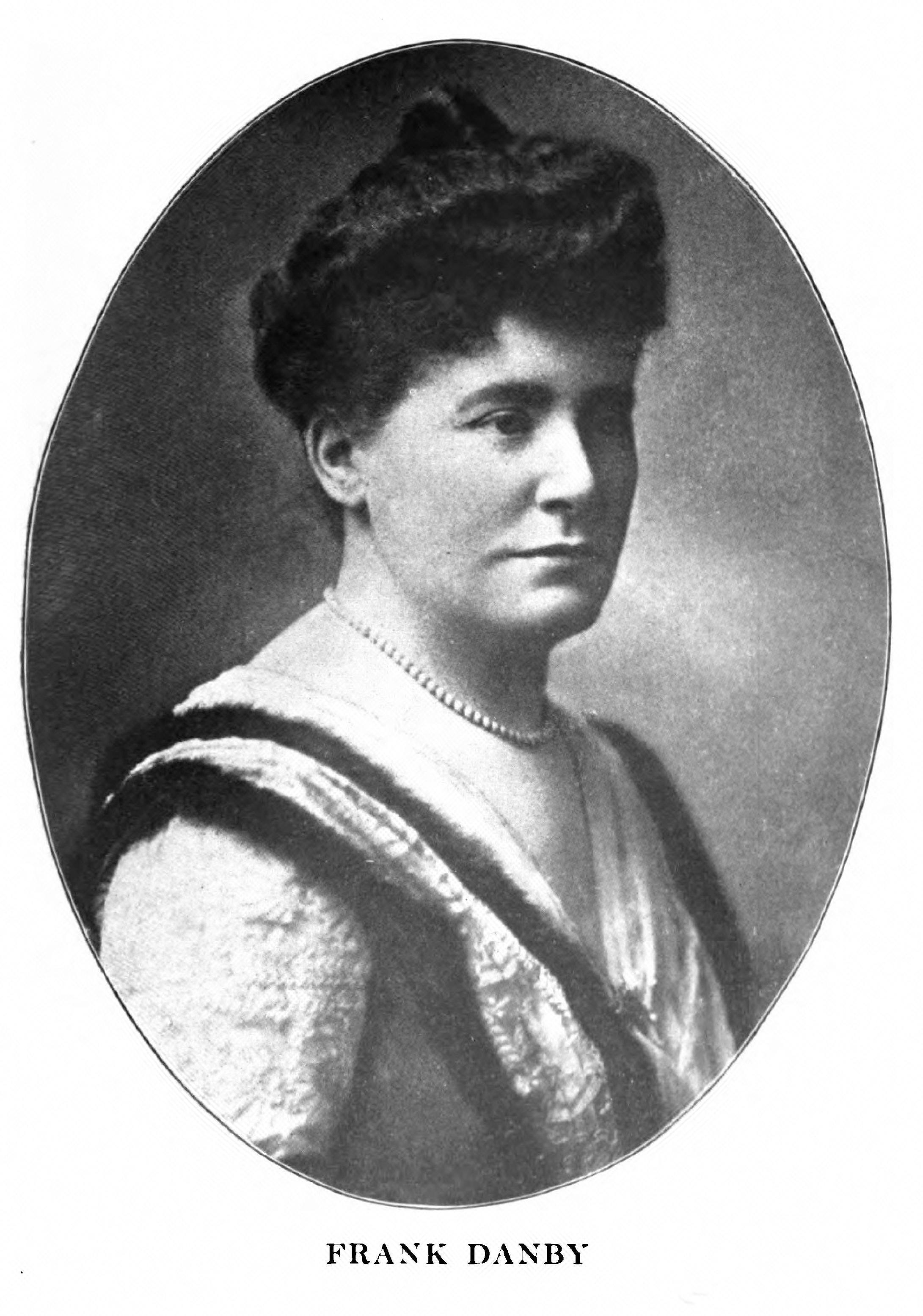
Julia Frankau år 1912.

Julia Frankau, född 30 juli 1859 i Dublin, död 17 mars 1916 i London, var en brittisk författare, känd under pseudonymen Frank Danby. Hon var gift med poeten Arthur Frankau och tillsammans fick de sonen Gilbert Frankau som också han var författare.
Under sin uppväxt blev hon utbildad i hemmet av Laura Marx Lafargue. Hon var judiska men skrev böcker som kritiserade den judiska kulturen. Ett exempel på detta är hennes första bok Dr. Phillips: A Maida Vale Idyll, utgiven 1887, som handlar om en kvinna med en uppväxt liknande Frankaus.
Bland hennes romaner märks Babes in Bohemia (1889), Pigs in Clover (1903), Baccarat (1904), An incomplete Etonian (1909) och The story of Emma, Lady Hamilton. Frankau var också konsthistoriskt intresserad och utgav Eighteenth century colour prints (1900). Hon skrev även essäer för The Saturday Review. 
Några av hennes verk finns översatta till svenska, bland annat Manuela Wagner av Frank Danby och Ett barnahjärta eller Sallys lefnadssaga af Frank Danby.